# Onze-Lieve-Vrouw en Sint-Rochuskerk (Wortegem)

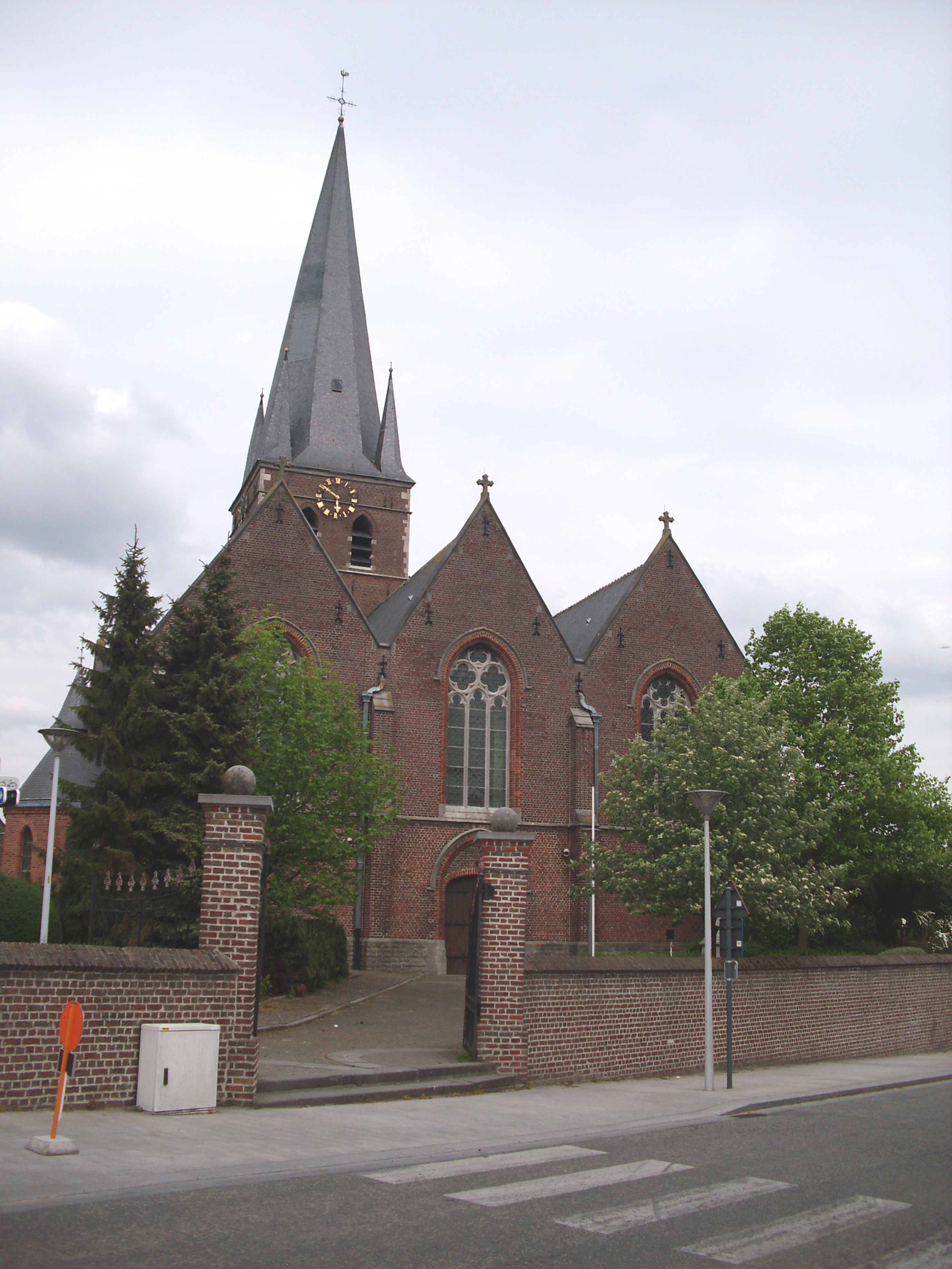
Onze-Lieve-Vrouw en Sint-Rochuskerk

De Onze-Lieve-Vrouw en Sint-Rochuskerk is de parochiekerk van de tot de Oost-Vlaamse gemeente Wortegem-Petegem behorende plaats Wortegem, gelegen aan het Wortegemplein.

## Geschiedenis
Wellicht in de 13e eeuw werd een romaanse kerk gebouwd. Het patronaatsrecht was in bezit van het Onze-Lieve-Vrouwekapittel van Doornik. Van deze kerk zijn de basis van de toren en de plint van het koor, uitgevoerd in breuksteen, nog aanwezig.
In de15e eeuw werd de toren vernieuwd en in de 16e eeuw werd de kerk uitgebreid met een transept en zijbeuken. In 1827-1828 werd de kerk vergroot. In 1905-1909 werd de kerk verbouwd in neogotische trant, naar ontwerp van Auguste Van Assche.

## Gebouw
Het betreft een driebeukige bakstenen hallenkerk met vierkante vieringtoren. Hoofd- en zijkoren zijn elk vijfzijdig afgesloten. Het hoofdkoor, en de basis van koor en toren, zijn in breuksteen.

## Interieur
De beuken worden alle overkluisd door houten tongewelven. De toren heeft een 13e-eeuws kruisribgewelf.
De kerk bezit een gepolychromeerd beeld van Maria met Kind (17e eeuw) en een 18e-eeuws houten kruisbeeld. Het koorgestoelte is 18e-eeuws. Veel overig meubilair is van 1909. Er zijn drie 18e-eeuwse grafzerken en het Vereecken-orgel is van 1908.